# 亨利·勒帕热
亨利·勒帕热（法語：Henri Lepage，1908年4月30日—1996年10月26日），生于埃皮纳勒，法国男子击剑运动员。他曾获得1948年夏季奥运会击剑比赛男子重剑团体金牌，他也参加了个人项目，结果获得第六名。